# Gustavsbergs porslinsmuseum

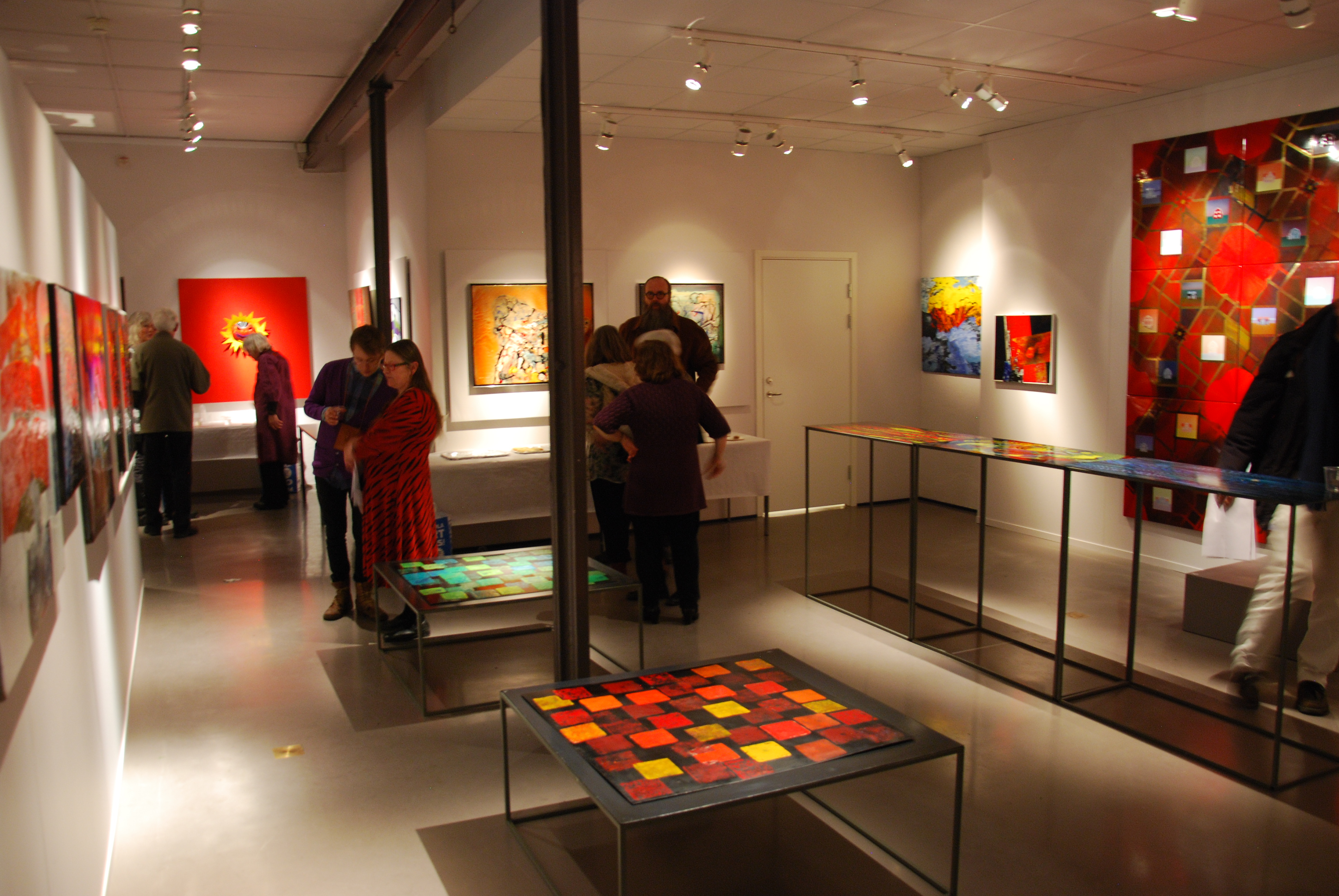
Emaljkonstutställning, februari 2012.

Gustavsbergs porslinsmuseum är ett form- och industrihistoriskt museum i Gustavsberg.
Museet ligger i det tidigare Torkhuset i det nedlagda Gustavsbergs porslinsfabrik. Det har sitt ursprung i föremål som efter hand bevarats från Gustavsbergs Porslinsfabriks tillverkning, men som inte alltid varit tillgängliga för visning. Från 1956 har det funnits ett museum öppet för allmänheten, vilket efter fabrikens nedläggning 1993 drivits av Värmdö kommun. Kommunen äger fastigheten på det tidigare fabriksområdet, medan föremålssamlingen år 2000 skänktes till Nationalmuseum av den tidigare ägaren till Gustavsbergs Fabriker, Kooperativa Förbundet. Samlingarna uppgår till omkring 40.000 föremål: hushållsporslin, konstgods, sanitetsgods samt föremål av plast och emalj.
Basutställningarna visar porslinets historia ur ett internationellt perspektiv, porslinstillverkningen i Gustavsberg sedan tidigt 1800-tal, formgivning från Gustavsbergs studio av bland annat Wilhelm Kåge, Stig Lindberg, Berndt Friberg och Lisa Larson samt exempel på bruksporslin från 1900-talet.

## Museichefer i urval
- 2002–2005 Karin Linder
- 2006–2017 Kjell Lööw

## Framtiden säkrad
Gustavsbergs porslinsmuseum stängdes 2017, efter det att Värmdö kommun överlämnat driften till Nationalmuseum. Innan Nationalmuseum tog över driften genomförde Värmdö kommun  ombyggnationer i det gamla torkhuset. Museet öppnade igen i juni 2020.